# Juan García (uva)
Juan García es una variedad de uva vinífera tinta española de la zona de Arribes del Duero de la provincia de Salamanca y de la provincia de Zamora. Aunque Juan García es la denominación más habitual especialmente en la provincia de Zamora, también se la conoce como malvasía negra en algunos municipios de la zona salmantina y negra en algunos pueblos ribereños portugueses.
Se la considera uva autóctona de Arribes del Duero, siendo prácticamente imposible encontrarla fuera de esta zona. Proporciona excelentes vinos jóvenes, crianzas y reservas. También se utiliza como complementaria con otras variedades de uva de Castilla y León y Galicia. Ocupa casi el 65% de los viñedos arribeños, llegando en algunos municipios como Fermoselle o Pereña al 90% de la superficie cultivada.

## Reconocimiento
Esta uva se encuentra reconocida por la Orden APA/1819/2007 en el anexo y clasificada como variedad de vid en el Real Decreto 1472/2000 de 4 de agosto, por el que se regula el potencial de producción vitícola, Juan García o mouratón se considera variedad recomendada para la comunidad autónoma de Galicia y está autorizada para Castilla y León. Se usa como complementaria de otras variedades.

## Hábitat
Es una de las variedades más apreciada por los viticultores de la zona de Arribes del Duero, junto con la bruñal o bastardillo chico, por su alto nivel productivo. Su hábitat habitual son laderas y terrazas del Duero y afluentes.

## Características
Una de sus principales características de adaptabilidad es que no tienen una brotación temprana, lo que descarta el riesgo de heladas en primavera. También son muy resistentes a las plagas y enfermedades, aunque es muy sensible en su exposición a la Botrytis.
Los racimos de esta variedad se caracterizan por ser muy compactos y con mucho peso, los pedicelos son más bien cortos, las bayas grandes, elípticas, con la epidermis de tono azulado negruzco, con pulpa no coloreada y con pepitas. La hoja es pentagonal con cinco lóbulos, envés con pelosidad media, siendo el peciolo más corto que la nervadura principal. El pámpano es de tono avellana oscuro y los zarcillos están distribuidos sobre él de forma discontinua. Se trata de una variedad que suele fructificar a finales de septiembre.
Se trata de una uva que no presenta una elevadas graduación alcohólica ni tampoco una alta acidez. Posee buenas aptitudes para la vinificación, por lo que suele ser el componente principal de los vinos de la Denominación de Origen Arribes. Estas uvas le confieren al vino una singularidad y tipicidad únicas e inconfundibles, dándoles un carácter especial, en el que se remarca su acompasada estructura y suavidad.

## Vinos
Los vinos obtenidos tienen un color rojo púrpura brillante, pero su característica principal reside en su complejo y elegante abanico aromático, de frutales fragancias de bayas y frutos carnosos muy maduros, con llamativos toques especiados, que producen, como resultado final, un vino equilibrado y especialmente dotado para la crianza.